# Villejust
Villejust  [vilʒyst̪] je francouzská obec v departementu Essonne v regionu Île-de-France. V obci se nachází kostel svatého Juliána z Brioude.

## Poloha
Obec Villejust se nachází asi 21 km jihozápadně od Paříže. Obklopují ji obce Villebon-sur-Yvette na severu a na severovýchodě, Saulx-les-Chartreux na východě, Nozay na jihovýchodě a na jihu, Marcoussis na jihozápadě a Les Ulis na západě a severozápadě.

## Vývoj počtu obyvatel
Počet obyvatel